# In-karta
In Karta je bezkontaktní čipová karta Českých drah standardu Mifare DESFire EV1 (dle ISO 14443). Vzhledem a velikostí připomíná běžnou bankovní platební kartu. Do čipu karty lze pomocí čtečky zapisovat a číst data pomocí speciálního SW a bezpečnostního prvku SAM modulu. To umožňuje využít kartu například k evidenci docházky, jako elektronickou jízdenku, elektronickou peněženku apod.
Byla zavedena na podzim 2006, kdy začala být vydávána místo dosavadní Karty Z, což byla papírová průkazka s fotografií vydávaná s dobou platnosti 1 rok.

## Druhy
In Karta existuje ve dvou variantách: služební (železniční průkazka) a zákaznická.
- Zákaznická In Karta je určena pro zákazníky z řad široké veřejnosti včetně cizích státních příslušníků. Slouží jako identifikační doklad, jako nosič traťových jízdenek, jízdenek zakoupených v eShopu, jako elektronická peněženka.
- In Karta s aplikací železniční průkazka je určená pro zaměstnance Českých drah a některých dalších železničních organizací a jejich rodinné příslušníky – slouží jako síťová jízdenka (zaměstnanecké jízdní výhody), umožňuje vstup do objektů s omezeným přístupem, evidenci docházky, poskytuje možnost používat kancelářskou techniku (tiskárny, kopírky apod.). Podle pracovního zařazení má držitel nárok na příslušnou vozovou třídu, za vyšší vozovou třídu si může také individuálně připlatit.

## Zákaznické aplikace

### IN 25
IN 25 (dříve In-zákazník) – umožňuje využívat zlevněné tzv. zákaznické jízdné, zlevněné o 25 % oproti základnímu jízdnému či jízdnému s příslušnou slevou. Aplikace je určena pro cestující, kteří nemají nárok na zvláštní jízdné. Prodej varianty IN 25 1/4 je již ukončen.
| Aplikace | Kč       | Kč    | Kč      |
| Aplikace | 3 měsíce | 1 rok | 3 roky  |
| -------- | -------- | ----- | ------- |
| IN 25    | 250,-    | 590,- | 1 290,- |
| IN 25*   | 200,-    | 490,- | 1 090,- |

*Časově omezená nabídka při zakoupení aplikace do Virtuální In Karty. Ukončení nabídky sledujte na www.cd.cz
Slevy s aplikací IN 25
| Aplikace  | Sleva                                                 | Sleva                                              | Sleva                                                      | Sleva                                     | Sleva                                                     | Sleva                    |
| --------- | ----------------------------------------------------- | -------------------------------------------------- | ---------------------------------------------------------- | ----------------------------------------- | --------------------------------------------------------- | ------------------------ |
| IN 25 1/1 | 25 % z Flexi základního jízdného 1. i 2. vozové třídy | 25 % z Traťových jízdenek 18+ 1. i 2. vozové třídy | sleva ze základních Vázaných a Flexi zvýhodněných jízdenek | sleva z Jízdenky na léto                  | -                                                         | -                        |
| IN 25 1/4 | 25 % z Flexi základního jízdného 1. i 2. vozové třídy | 25 % z Traťových jízdenek 18+ 1. i 2. vozové třídy | 25 % z Traťových jízdenek ZTP, ZTP/P                       | 25 % z Traťových jízdenek 1. vozové třídy | sleva z Vázaných a Flexi zvýhodněných jízdenek ZTP, ZTP/P | sleva z Jízdenky na léto |

### IN 50
IN 50 – náhrada aplikace In-junior, vydávaná ve dvou variantách (dospělí a důchodci) od 1. září 2018. Umožňuje užívat jízdenky s 50% slevou z obyčejného jízdného a slevy na místenky, tj. pro důchodce, kteří ještě nedosáhli nároku na zvláštní jízdné (méně než 65 let).
| Aplikace | Kč      | Kč      |
| Aplikace | 1 rok   | 3 roky  |
| -------- | ------- | ------- |
| IN 50    | 3 590,- | 9 990,- |
| IN 50 D  | 690,-   | 1 790,- |
| IN 50*   | 3 190,- | 8 990,- |
| IN 50 D* | 590,-   | 1 590,- |

Slevy s aplikací IN 50
| Aplikace | Sleva                                                 | Sleva                                              | Sleva                                                      | Sleva                    |
| -------- | ----------------------------------------------------- | -------------------------------------------------- | ---------------------------------------------------------- | ------------------------ |
| IN 50    | 50 % z Flexi základního jízdného 1. i 2. vozové třídy | 50 % z Traťových jízdenek 18+ 1. i 2. vozové třídy | sleva ze základních Vázaných a Flexi zvýhodněných jízdenek | sleva z Jízdenky na léto |
| IN 50 D  | 50 % z Flexi základního jízdného 1. i 2. vozové třídy | 50 % z Traťových jízdenek 18+ 1. i 2. vozové třídy | sleva ze základních Vázaných a Flexi zvýhodněných jízdenek | sleva z Jízdenky na léto |

### IN 50 1T
IN 50 1T - slevová aplikace pro cestující s nárokem na zvláštní jízdné, slouží k zakoupení dokladů do 1. vozové třídy s 50% slevou. Lze zakoupit pouze u pokladny a rozhodný věk pro přiznání nároku na aplikaci je v okamžiku žádosti o aplikaci.
| Aplikace  | Kč    |
| Aplikace  | 1 rok |
| --------- | ----- |
| IN 50 1T  | 590,- |
| IN 50 1T* | 490,- |

*Časově omezená nabídka při zakoupení aplikace do Virtuální In Karty. Ukončení nabídky sledujte na www.cd.cz
Slevy s aplikací IN 50 1T
| Aplikace | Sleva                                            | Sleva                                         | Sleva                    |
| -------- | ------------------------------------------------ | --------------------------------------------- | ------------------------ |
| IN 50 1T | 50 % z Flexi základního jízdného 1. vozové třídy | 50 % z Traťových jízdenek 18+ 1. vozové třídy | sleva z Jízdenky na léto |

### IN 100
- IN 100 (dříve In-gold) – síťová jízdenka na druhou vozovou třídu vlaků ČD s možností doplatku do první třídy ve výši 4990 korun[1]. Nelze dodatečně měnit na jinou aplikaci, lze zakoupit pro všechny kategorie cestujících.

| Aplikace | Kč       |
| Aplikace | 1 rok    |
| -------- | -------- |
| IN 100   | 21 990,- |

Slevy s aplikací IN 100
| Aplikace | Sleva                                                                     | Sleva                                            | Sleva                                                                                          | Sleva |
| -------- | ------------------------------------------------------------------------- | ------------------------------------------------ | ---------------------------------------------------------------------------------------------- | --- |
| IN 100   | 100 % z jízdného 2. vozové třídy (jízdenky se nezakupují / nevyzvedávají) | 50 % z Flexi základního jízdného 1. vozové třídy | 100 % při přepravě jednoho zavazadla, nebo jednoho psa (doklady se nezakupují / nevyzvedávají) | 100 % z ceny místenky do nepovinně místenkových oddílů / vlaků (doklady se zakupují / vyzvedávají jen v eshopu ČD nebo v aplikaci Můj vlak) |

### Časový doplatek
Časový doplatek slouží pro cestující, kteří necestují za zvláštní jízdné.
| Aplikace        | Kč      | Kč      | Kč       | Kč      |
| Aplikace        | 1 týden | 1 měsíc | 3 měsíce | 1 rok   |
| --------------- | ------- | ------- | -------- | ------- |
| Časový doplatek | 350,-   | 990,-   | 2 490,-  | 5 990,- |

Slevy s aplikací časový doplatek
| Aplikace        | Sleva | Sleva | Sleva                    |
| --------------- | --- | --- | ------------------------ |
| Časový doplatek | 100 % z doplatku 1. vozové třídy při předložení jízdního dokladu platného ve 2. vozové třídě vlaku ČD (doplatky se nezakupují / nevyzvedávají) | 0 % z doplatku 1. vozové třídy při předložení jízdního dokladu za zvláštní jízdné, obchodním nabídkám ČD se slevou na zvláštní jízdné, k jízdním dokladům SJT se slevou za zvláštní jízdné a ke zlevněným jízdním dokladům IDS | sleva z Jízdenky na léto |

### IN Business
- IN Business – přenosná IN 100 (bez Rail plus) vydaná na jméno firmy

| Aplikace    | Kč       |
| Aplikace    | 1 rok    |
| ----------- | -------- |
| IN Business | 39 990,- |

Slevy s aplikací IN Business
| Aplikace        | Sleva                                                                          | Sleva                                                                                          | Sleva |
| --------------- | ------------------------------------------------------------------------------ | ---------------------------------------------------------------------------------------------- | --- |
| Časový doplatek | 100 % z jízdného 1. i 2. vozové třídy (jízdenky se nezakupují / nevyzvedávají) | 100 % při přepravě jednoho zavazadla, nebo jednoho psa (doklady se nezakupují / nevyzvedávají) | 100 % z ceny místenky do nepovinně místenkových oddílů / vlaků (doklady se zakupují / vyzvedávají jen v e-shopu ČD nebo v aplikaci Můj |

Dříve vydávané aplikace:
- In-senior – síťová jízdenka na osobní a spěšné vlaky a slevový průkaz (50%) pro ostatní vlaky pro cestující nad 70 let
- In-junior – slevový průkaz pro cestující do 26 let (vydávání ukončeno k 13. prosinci 2008).
- IN 25 1/4 – pro držitele průkazů ZTP a ZTP/P – sleva 25 % ze zvláštního jízdného ZTP a ZTP/P

Na slevových In Kartách může být nahrána též zákaznická traťová jízdenka nebo doplatek do 1. vozové třídy (doba platnosti od 1 týdne po 1 rok).

## Použití
Zpočátku In Karty sloužily pouze ke čtení údajů a na již vydané In Kartě nebylo možné žádné údaje měnit a nebylo možno ji používat jako elektronickou peněženku. Novější In Karty umožňují kromě funkce elektronické peněženky i prodlužování doby platnosti (podle pravidel daných tarifem), případně přidávání dalších aplikací.
Od konce ledna 2014 nemusí cestující, kteří si jízdenku zakoupí přes eShop a uvedou jako identifikační doklad In Kartu, už jízdenku tisknout nebo si pamatovat kód transakce. Při kontrole jízdenek nově stačí, aby průvodčí kartu pomocí POP (přenosná osobní pokladna) načetl, načež mu jsou zobrazeny nahrané aplikace a jízdní doklady. Informace o jizdních dokladech jsou do POP stahovány v pravidelném intervalu cca 15 minut. Ve 2D kódu elektronické jízdenky jsou však uloženy všechny potřebné údaje – čili pokud POP neobsahuje zakoupený jízdní doklad, stačí naskenovat 2D kód a průvodčí bude rázem uspokojen.
Čtečky karet jsou umístěny:
- u nádražních pokladen, kde cestující může například dokládat slevu při nákupu jízdenky, ukládat na kartu peníze jako do elektronické peněženky atd.
- v přenosných osobních pokladnách (tzv. POP), jimiž jsou vybaveni členové vlakového doprovodu (průvodčí). V současné době jsou využívány zejména zařízení POP CASIO IT-3000 (900 ks), POP CASIO IT-3100 (700 ks) a POP CASIO IT-9000 (100 ks).[3]

In Karta zakládá nárok na slevy pouze ve vlacích Českých drah, a to jak ve vlacích provozovaných na vlastní podnikatelské riziko, tak ve vlacích objednávaných a dotovaných státem či kraji.
Majitelé In Karet také mohou používat elektronickou peněženku, pomocí které je možné nakupovat většinu jízdenek bezhotovostně. Současně od prosince 2008 byla nabídnuta sleva ve výši 6 % na vybrané jízdenky v případě, že jízdenku majitel koupil přes prodejní automat jízdenek (kumulativní bonus 3 % za samostatné odbavení a 3 % za bezhotovostní platbu), respektive ve výši 3 % v případě, že jízdenka byla zakoupena bezhotovostně z elektronické peněženky na pokladně. Od 1. září 2014 byl ale zrušen bonus ve výši 3 % za samostatné odbavení a zůstal zachován pouze bonus za bezhotovostní odbavení.
Tento bonus nakonec byl zrušen od změny jízdního řádu v prosinci 2014 také. Místo něj byl zaveden věrnostní program ČD Body, v rámci kterého mohou registrovaní uživatelé eShopu sbírat body za každý nákup.
Leo Express začal od března 2013 nabízet držitelům In Karty Českých drah s aplikací IN 25 30% slevu ve svých spojích, má však jít jen o dočasnou akci a počet míst za takovou cenu je omezen. Od pondělí 4. března nabídl akční březnovou 30% slevu pro držitele In Karty s jakoukoliv zákaznickou aplikací i RegioJet, avšak pouze z mimošpičkového jízdného a na vybraných relacích. Mluvčí ČD Radek Joklík to označil za překročení pravidel korektního konkurenčního boje a uvedl, že si ČD nechají vypracovat právní analýzu a zváží právní kroky. Leo Express i RegioJet se poté okamžitě přeorientovali na slevu Rail plus, kterou jsou nuceny uznávat i ze zákaznických karet zahraničních železnic (např. DB BahnCard nebo ÖBB VORTEILScard).

### Virtuální In Karta
Od poloviny ledna 2018 zavedly České dráhy možnost pořídit si In Kartu do mobilní aplikace Můj vlak. In Kartu ve fyzické podobě tak nemusí cestující ani vlastnit, postačí mu Virtuální In Karta v aplikaci. Možnost Virtuální In Karty prozatím není k dispozici u zaměstnaneckých In Karet. Lze založit přímo v aplikaci, kde zadáte své jméno a příjmení, datum narození, místo narození a nahrajete svoji fotografii, která odpovídá požadavkům průkazové fotografie. Následně při první jízdě vlakem je nutno založenou Virtuální In Kartu validovat u pověřeného zaměstnance ČD předložením osobního průkazu.

## Kritika
České dráhy byly v médiích opakovaně kritizovány, že prostřednictvím In Karet zjišťují a uchovávají příliš velký rozsah údajů o cestujících. V roce 2006 v české verzi soutěže Big Brother Awards (Ceny pro Velkého bratra), která upozorňuje na narušování soukromí, In Karta zvítězila v kategorii Nebezpečná nová technologie, a to kvůli použití bezkontaktního čipu a proto, že zákazník je nucen dát svůj souhlas s tím, že jeho osobní data budou České dráhy dále zpracovávat a poskytovat je třetím stranám označovaným jako „smluvní partneři“. Od spuštění projektu Virtuální In Karty je navíc evidováno též číslo osobního dokladu, který byl použit pro validaci karty.